# Paris Air Show

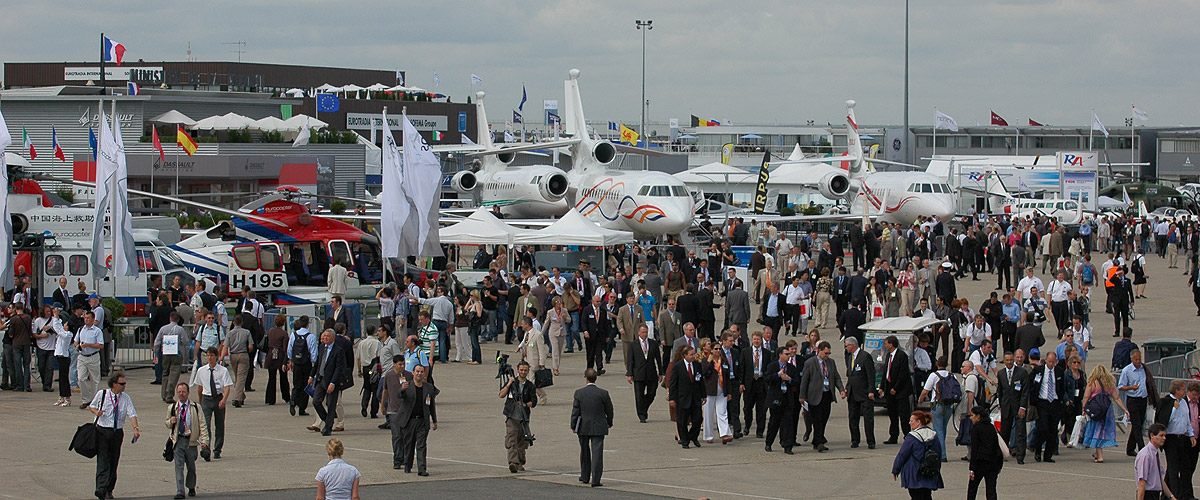
Paris Air Show 2007

Paris Air Show är en mässa och flygutställning som anordnas ojämna år på Paris-Le Bourgets flygplats i Frankrike. Mässan anordnas av den franska flygindustrins primära representativa organ, Groupement des Industries Françaises Aéronautiques et Spatiales (GIFAS). Paris Air Show är den största luftutställningen i världen avseende antalet utställare och storlek på utställningsutrymme.